# 大韓民国の地理

大韓民国の位置

本項では、大韓民国の地理（だいかんみんこくのちり）について解説する。大韓民国（以下、韓国）は北東アジア、中国と日本の間に位置する朝鮮半島南部を占める国家であり、北側を除く三方で海と接する。

## 国土

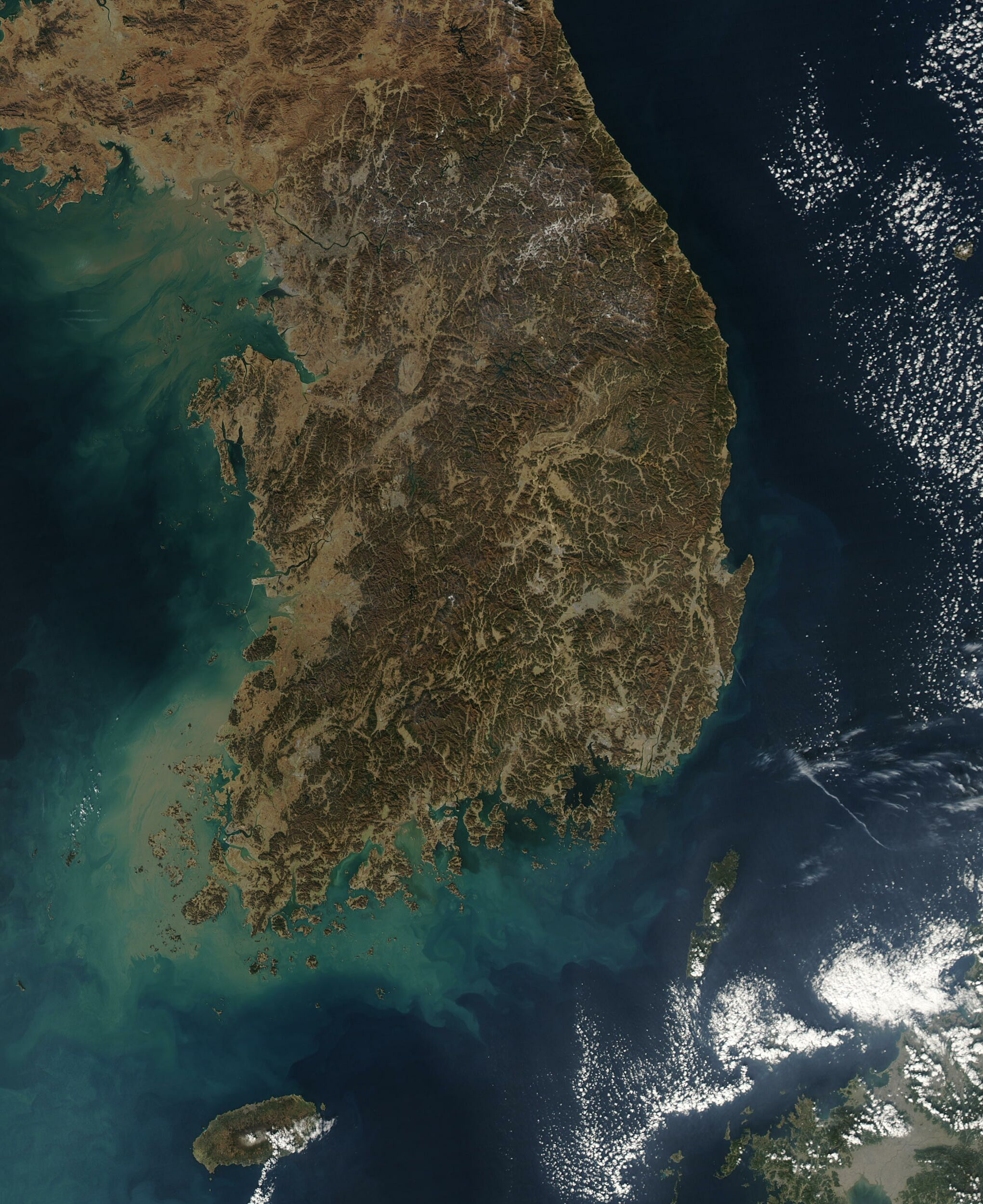
韓国の衛星画像（2004年1月）

朝鮮半島は北緯33度6分から43度1分、東経124度11分から130度53分の範囲にあり、1948年以降、韓国はそのうち軍事境界線以南を実効支配している。国土交通部による2021年末時点の面積は10万432平方キロメートルで、おおよそ朝鮮半島全体の45%に相当する。
北朝鮮と接する境界線の長さは237キロで、南北それぞれに幅2キロの非武装中立地帯が設定され、極めて厳しい警備がなされている。海岸線長はザ・ワールド・ファクトブックによれば2413キロ、国立海洋調査院によれば1万4963キロ（うち陸地地域7753キロ、島嶼地域7210キロ）。領海は12海里まで、朝鮮海峡では3海里から12海里の間までとしている。黄海上では海上の境界線として北方限界線が設定されているが、1953年に在韓国連軍が交渉なしに設定したという経緯から北朝鮮側はこれを認めておらず、1999年に北方限界線より南側に海上軍事境界線を設定した。
西に黄海、東に日本海をのぞみ、釜山広域市と日本の対馬は直線距離で50キロメートル程度、また福岡市とは200キロメートル程度離れている。中国の山東半島と朝鮮半島は最も近いところで200キロメートル程度の距離で、「ペクリョン島で鶏が鳴けば中国山東省栄成市の成山頭まで聞こえる」という言葉もある。
なお、大韓民国憲法第3条には、「大韓民国の領土は韓半島とその付属島嶼とする」と明記されているが、現状は朝鮮民主主義人民共和国が朝鮮半島北部を実効支配しており、国内法上は一つの国家でありながら国際法上は分断国家という二重の法体制下にある。また、領有権問題として、日本とは竹島（韓国名：独島）を、中国とは水中岩礁の蘇岩礁（韓国名：離於島）をめぐり係争中であり、いずれも韓国の実効支配下にある。
韓国の実効支配下にある範囲は次の通り。
- 最東端 - 竹島（日本と係争中）[18]
- 最西端 - 仁川広域市白翎島[19]
- 最北端 - 江原特別自治道高城郡[20]
- 最南端 - 済州特別自治道馬羅島[21]

国土利用の状況としては、2018年時点で地目別では林野63.5%、農地19.4%、工場用地などの都市的用地11.0%、その他が6.2%となっており、用途別では農林地域46.5%、管理区域25.6%、都市部16.6%、自然環境保全地域11.3%となっている。都市化と産業化で都市圏の人口が増え、工場用地や敷地の面積は増加傾向にあるのに対して田畑は減少傾向にある。
1950年代から1960年代時点では森林の大半が禿山という状態だったが、1970年代の緑化事業をきっかけに林木の密度が上がり、2010年まで10年ごとに林木が約2倍成長する大きな増加傾向を示した。一方で山火事や開発などの要因で荒廃地と侵食進行地が多く、質的な問題を抱える。1960年以降は山地面積は緩やかに減少し、675万ヘクタールから2015年の633万ヘクタールに下がっている。1999年から2018年にかけて、針葉樹林が減少し、代わりにマツとナラ類の混交林や広葉樹林が増えている。

## 地形・地質

### 地質
朝鮮半島の地質構造は古生代以前の地層が主で、先カンブリア時代の片麻岩をはじめとする変成岩が40%以上、これに花崗岩類を加えると全面積の70%を占める。この花崗岩類は中生代ジュラ紀後期に起こった后大同造山運動に伴い貫入したものである。東海岸に僅かに第三紀層が、済州島に第四紀層が見られる。
造山運動後は安定陸塊形成へと遷移し、長期の侵食作用で全体的に平坦化されると、新第三紀中新世以降の地盤傾動でこんにち見られる朝鮮半島となった。地質やテクトニクスは中国東北部の準台地との関係が深いとされている。
鉱物資源としては、石灰石や珪石などの非金属資源に富み、国内生産で需要の約7割を満たしている一方、鉄や石炭、非鉄金属は小規模な鉱床しかなく、金属資源のほぼ全てを海外に依存している。朝鮮半島自体は北部を中心に鉱物資源に富み、北朝鮮において鉱業は国内総生産の10%以上を占める産業で、輸出額の半分を超えると見られているほか、その鉱物資源の潜在価値が数百兆円と推定されている。

### 地震

韓国におけるM2.0以上の地震の震源地を可視化（2000年1月から2017年11月まで）

18世紀後半から250年程度にわたって被害地震がそれほど発生しなかったことから社会的な関心は低かったが、原子力発電所の安全性に対する関心の高まりとともに活断層を調査するなどの動きがある。朝鮮半島においては北部西海岸や南東部海岸あたりで地震活動が活発な傾向が見られ、韓国西部では反対に歴史時代も含めて低調で、地殻歪みの速度との相関性が認められる。
過去には779年に100人の以上の死者を出した慶州地震が発生しているほか、16世紀から18世紀にかけて活発な地震活動が見られ、17世紀前後には朝鮮半島とともに中国東北部や西日本でも活発な地震活動が見られたことから宇佐美 (1974)ではこの3地域の地震活動の関連性が示唆されている。
中国東北部や西日本内陸部と比較すると地震の規模は小さめで、マグニチュード7を超える被害地震は稀である。また、地震活動に顕著な周期性（1000年と400年）が見られるのも特徴として挙げられるが、地震活動が穏やかな中で集中して地震が発生する傾向も見られる。韓国では観測開始の1978年以来2017年までに1687回の地震が発生しており、うちマグニチュード3以上は398回、4以上は49回、5以上は10回となっている。
地質構造上最も重要とされる断層が梁山断層系で、韓国動力資源研究所 (1993)によれば第四紀に活動が確認されている韓国唯一の活断層である。ユーラシアプレート上に位置し、プレート境界部に位置する国と比べて地震が少なく、国民の地震災害に対する危機感は高いとは言えないが、近年は慶州地震（2016年）や浦項地震（2017年）といった観測史上最大級の地震が起きている。

### 地形

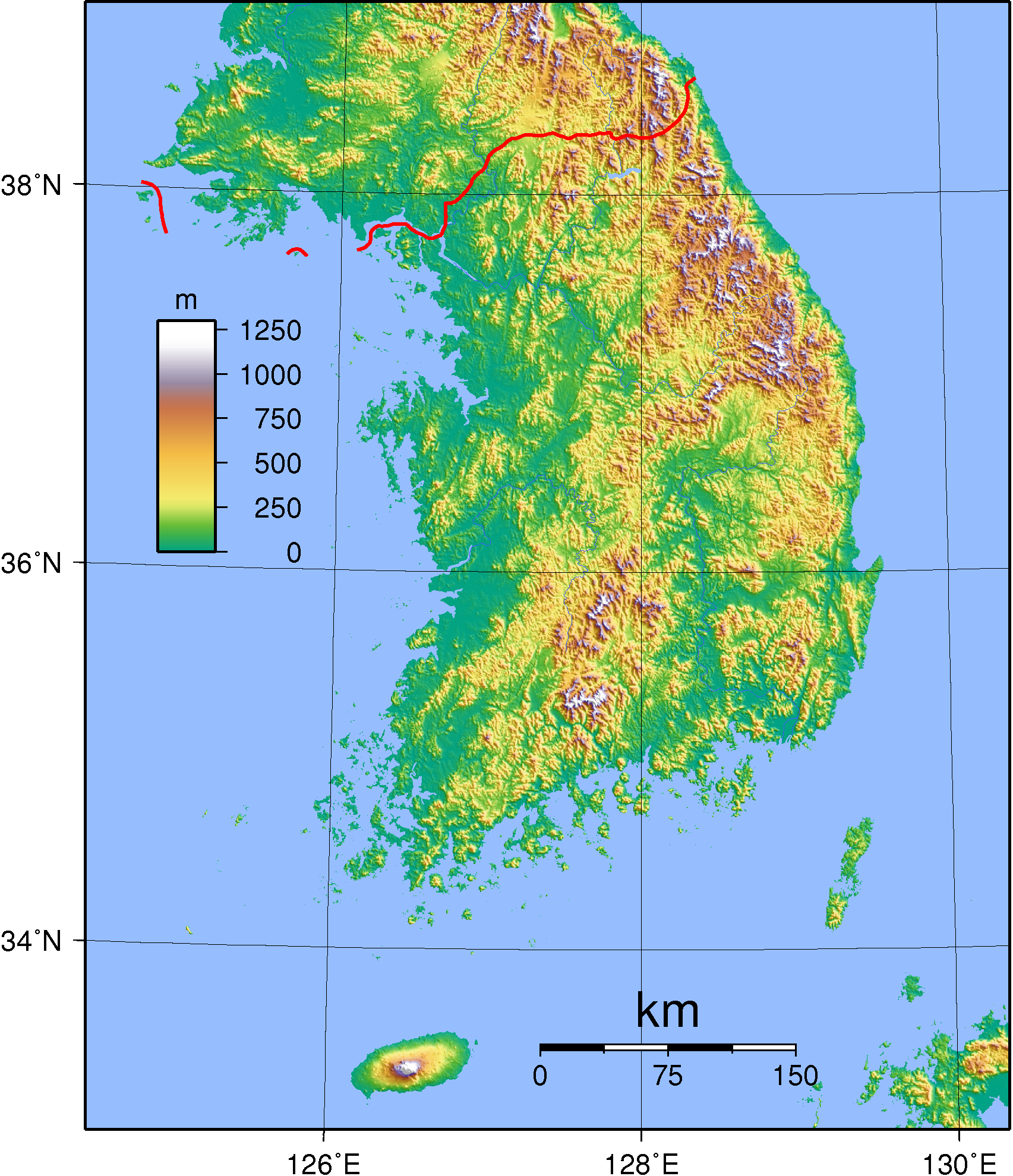
大韓民国の地形図

朝鮮半島は日本海側が急峻で黄海側が緩慢という地形であり、こうした構造線に沿って河川が発達し、差別侵食で各所に残丘状の山地や侵食性の盆地が形成されている。東海岸沿いを太白山脈が縦断し、中央には小白山脈が北北東から南南西へ連なる。河流や海岸に沿って平野が見られるが、全体的には低い山地や丘陵地が起伏した地形で、国土の80%は海抜300メートルから1000メートル以上である。
東海岸は水深が深く砂丘やラグーンが発達し、南海岸は多島海の様相を呈している。黄海側は水深の浅い比較的平坦な沿岸海底地形で、干潟が広範囲に形成されている。西海岸は複雑なリアス式海岸で潮の干満の差が大きく（仁川沿岸で最大9メートル）、対して東海岸は単調で潮の干満の差は0.3メートル以下、南海岸は西海岸同様リアス式で、潮の干満の差も2から4メートルと高めではあるが、海水が循環しづらい内湾が多い。
太白山脈が東側にあることから平野は西海岸や南海岸側に多く、規模の大きな平野としては金浦平野、論山平野、湖南平野、金海平野などがある。洛東江デルタのような例外はあれど盆地と平野は堆積物の被覆が薄く、侵食平野が主である。冬季の低温で山地表面の岩石の風化が早い、風化・分解されやすい岩石が多く分布する、河川は縦断勾配が緩く河況係数が大きいなどの理由で、自然堤防がよく発達している。

### 山岳

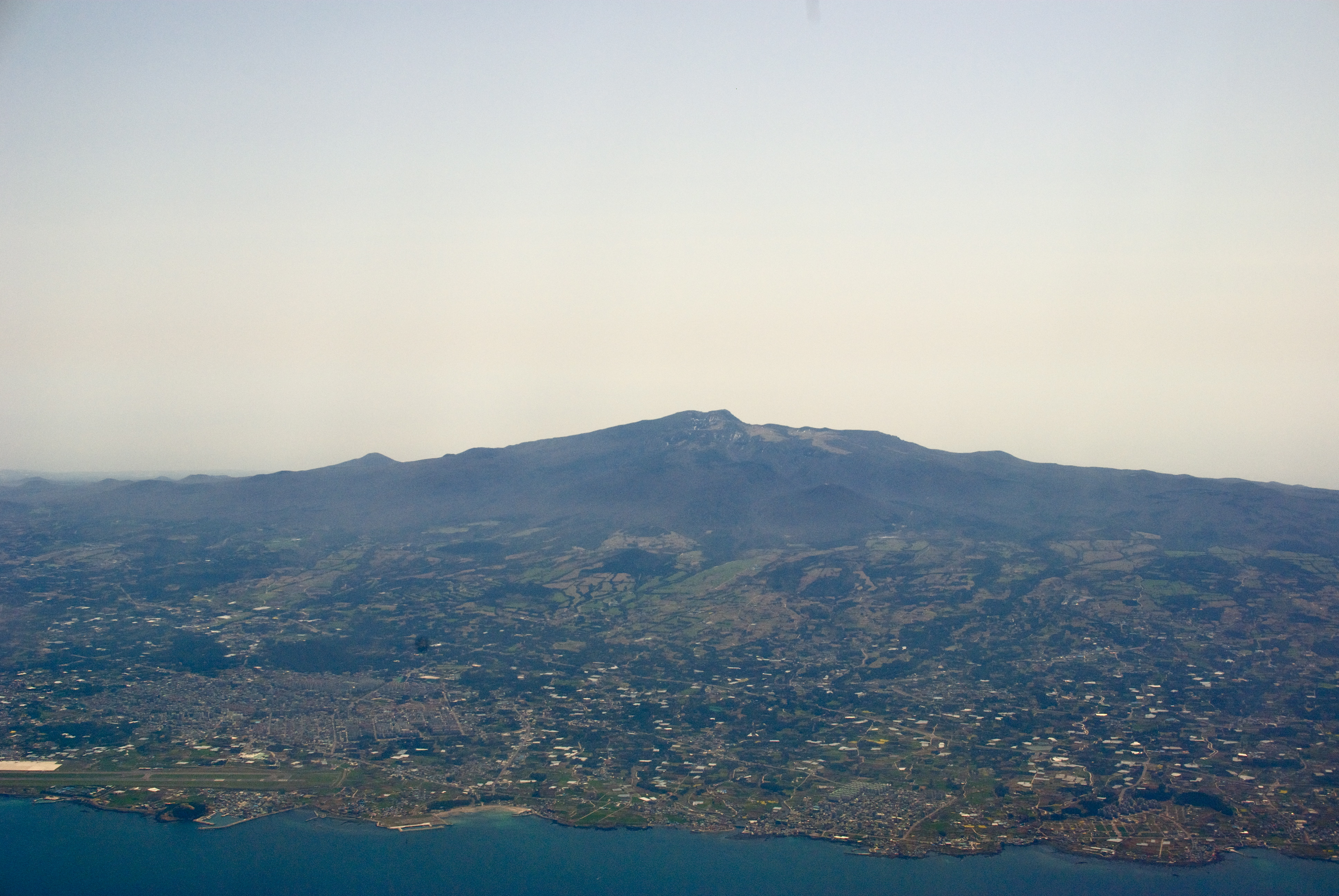
韓国最高峰、漢拏山（済州島）

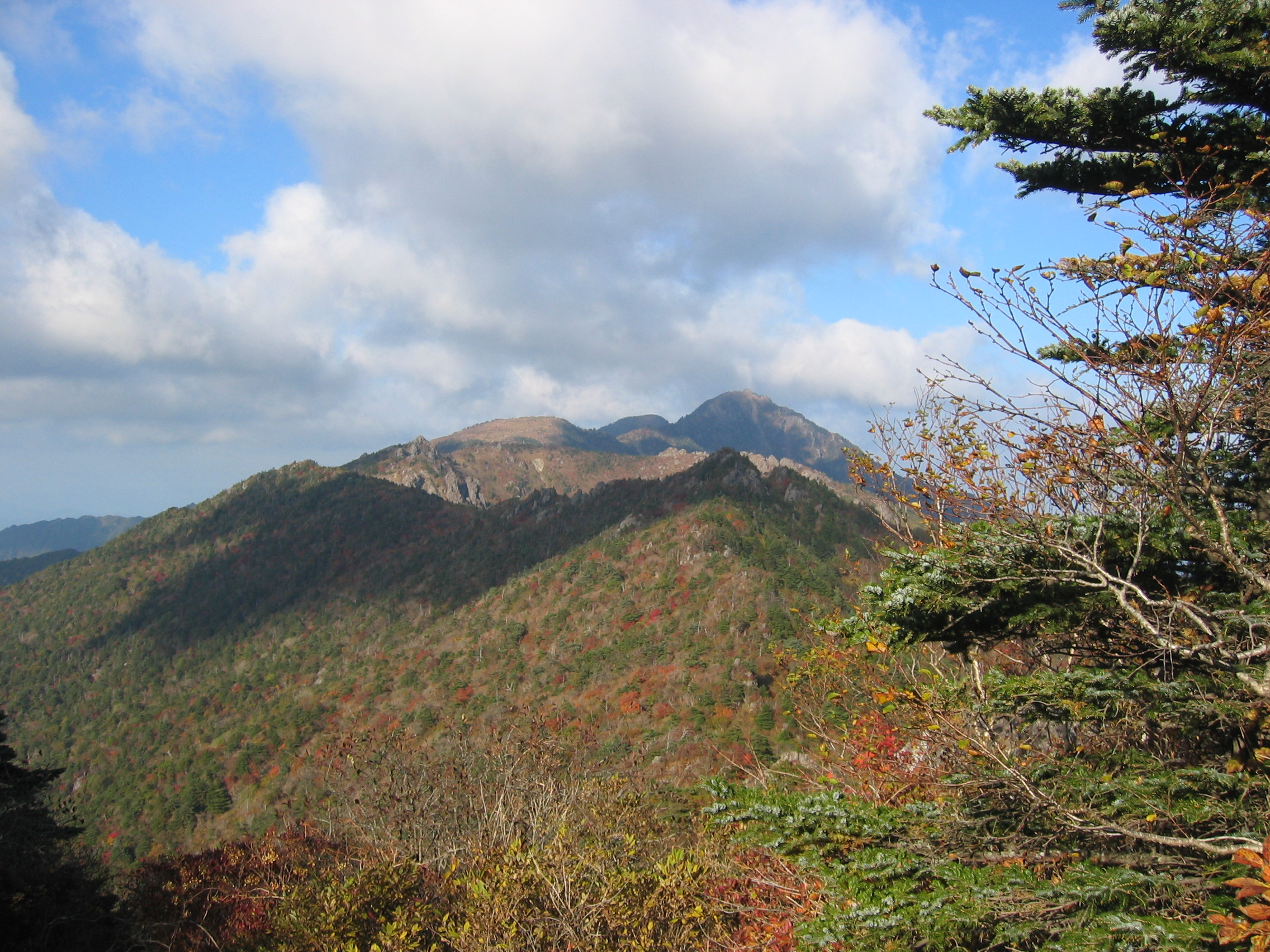
韓国本土の最高峰、智異山

山地は韓国の主要な地形となっており、朝鮮半島を縦断する白頭大幹や山地が国土の63%程度を占めている。半島北部から狼林山脈と太白山脈が急峻な脊梁山脈を成し、東海岸に接近しながら半島南部へ伸びている。対して黄海方面へ伸びる山脈は傾斜が緩慢である。
山の多くは標高500メートル以下で、1000メートルを超える山は15%程度である。最高峰は標高1950メートルの漢拏山で、これに1915メートルの智異山、1708メートルの大青峰と続く。活火山はないが、鬱陵島や済州島のような火山島はある。

### 河川

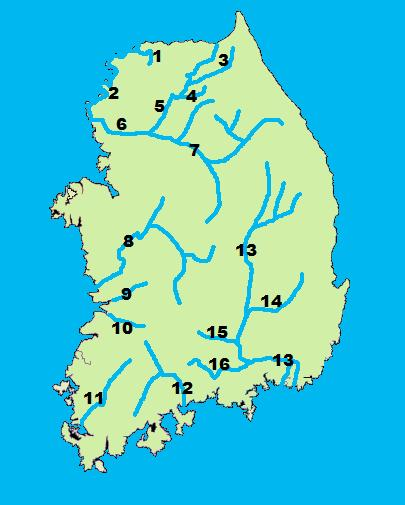
韓国の主要河川。1.漢灘江、2.臨津江、3.昭陽江、4.洪川江、5.北漢江、6.漢江、7.南漢江、8.錦江、9.万頃江、10.東津江、11.栄山江、12.蟾津江、13.洛東江、14.琴湖江、15.黄江、16.南江。

韓国の東側は急斜面という地形上河川が少なく、西側で発達する。主要な河川の多くは白頭大幹に源を発して山脈の間を縫うようにして流れる。黄海へ流れる河川の多くは河口部が三角江だが、洛東江のように三角州が見られる例外もある。
一般に漢江、洛東江、錦江、栄山江を四大河川と言い、これに蟾津江を加えた五大河川は流域面積6万7630平方キロメートルで国土面積の3分の2を占める。洛東江などの主要河川を日本と比べると国土面積に比して幹線流長が長く、流域面積も大きいのが特徴である。河況係数は200から400程度と、河川流量の変動が大きい。理由としては6月から9月に集中的に雨が降ること、降水量が渇水年と豊水年で2.2倍の差があり年ごとの変動が大きいこと、内陸部と海岸部で1.5倍の差があり地域差が見られることが挙げられ、河川流量の変動や流出土砂の多さが河川整備を困難にしている。

#### 水質
河川水の水質管理をめぐっては2000年代初めの時点で不十分だったことから、1999年に河川法が全面改正されたほか、2006年に安全な水の利用などを目指す水資源長期総合計画が策定された。2009年には四大河川事業を軸とするグリーン・ニューディール政策が発表された。四大河川事業は具体的に、洪水対策として河道浚渫や老朽化した堤防の補強、水資源確保目的として河道浚渫や堰設置、水質改善・生態復元目的として下水処理場の設置や生態河川の造成、川辺の複合空間創造として自転車道整備やキャンプ場設置などを内容とする、総費用22.3兆ウォンをかけた土木事業で、2009年から2012年にかけて工事が行われた。
この河川事業は2008年にその有効性や環境面での懸念などで頓挫した大運河計画の焼き直しではないかとの疑惑、拙速な環境影響評価、水質悪化や環境破壊になりかねないとの懸念、穴のある水資源計画、不良工事などの理由から野党や環境保護団体による批判の的となった。時の李明博大統領は2011年10月に同事業の成功を宣言した一方、その効果については共に民主党や未来統合党を始めとする与野党間で対立している。

### 島嶼

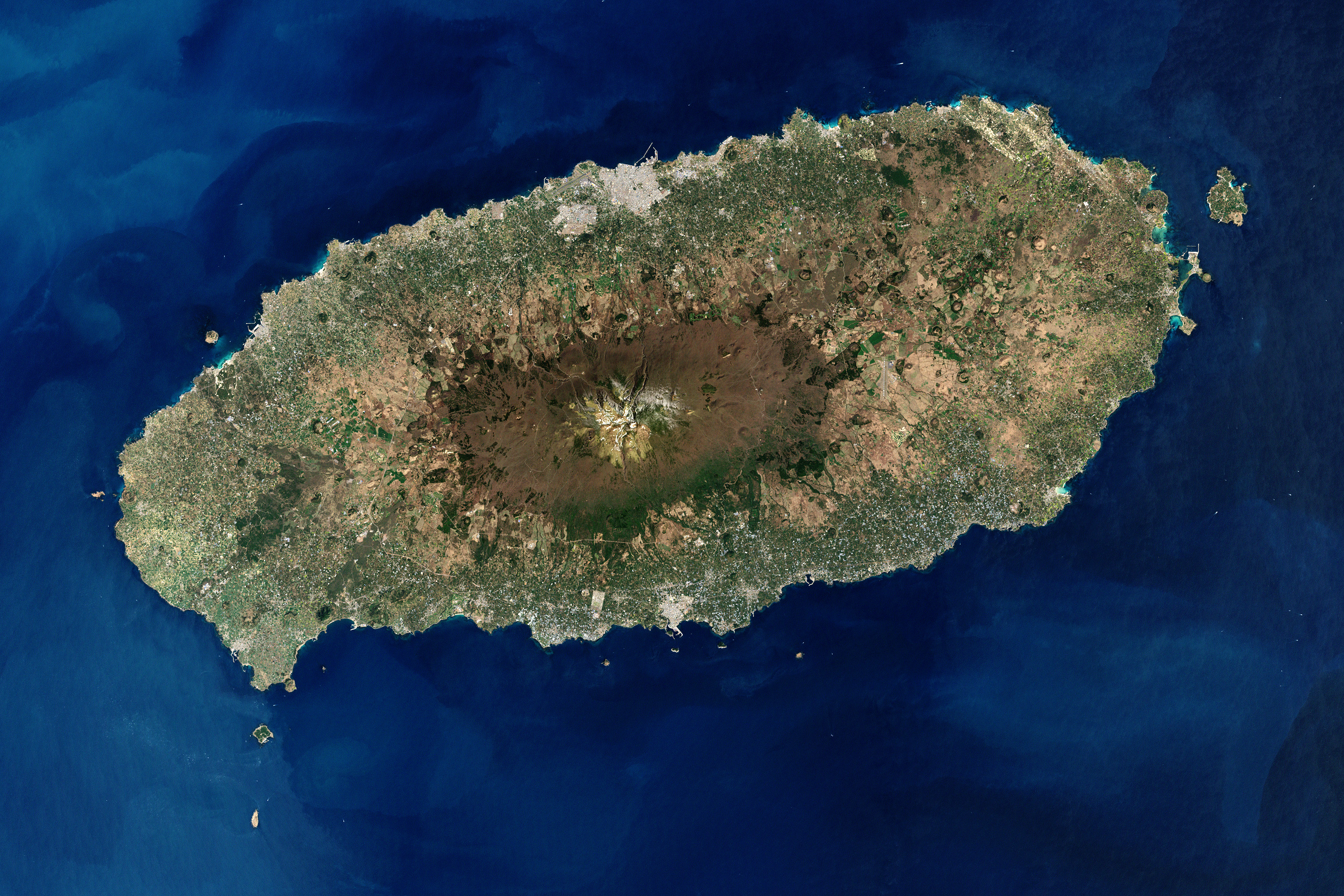
韓国最大の島、済州島

島の数は文献により違いが見られる。1996年の国土開発研究院の資料によれば3153（有人島464）、2017年末時点の海洋水産開発院の基準によれば3348（有人島470）、自治体国際化協会の調査紙「CLAIR REPORT」468号によれば3358（有人島482）。
島嶼は東シナ海側と黄海側に多く、日本海側は沖合に鬱陵島が目立つ程度である。広域自治体別で一番多いのは全羅南道の2219島で、全体の65%程度を占める。無人島の数では全羅南道（1744）、慶尚南道（484）、忠清南道（236）、仁川広域市（111）の順に、島嶼開発促進法の指定を受けた有人島の数では全羅南道（216）、慶尚南道（63）、仁川広域市（32）、忠清南道（24）の順に多い。このほか、釜山広域市、京畿道、江原特別自治道、全羅北道、慶尚北道、済州特別自治道も島嶼を抱える。

## 気候
| 平均気温 （摂氏） | 最暖月 | 25.9（8月）  | 26.1（8月）  | 25.0（8月）  | 25.0（8月）  | 26.0（8月）  | 26.0（8月）  |
| 平均気温 （摂氏） | 最寒月 | −1.4（1月）  | −1.9（1月）  | −4.1（1月）  | 1.0（1月）   | −1.0（1月）  | 2.3（1月）   |
| 降水量 （mm）     | 最多月 | 342.1（7月） | 414.5（7月） | 398.2（7月） | 292.9（8月） | 306.7（7月） | 230.3（8月） |
| 降水量 （mm）     | 最少月 | 12.5（1月）  | 16.4（1月）  | 18.1（1月）  | 37.0（12月） | 28.9（12月） | 26.2（12月） |
| 平年値 （月単位） |        |              |              |              |              |              |              |
| 木浦              | 麗水   | 釜山         | 済州         | 鬱陵島       |              |              |              |
| 平均気温 （摂氏） | 最暖月 | 26.3（8月）  | 26.0（8月）  | 26.1（8月）  | 27.2（8月）  | 23.9（8月）  |              |
| 平均気温 （摂氏） | 最寒月 | 1.9（1月）   | 2.9（1月）   | 3.6（1月）   | 6.1（1月）   | 1.8（1月）   |              |
| 降水量 （mm）     | 最多月 | 220.6（7月） | 277.0（7月） | 326.9（7月） | 267.0（8月） | 176.8（8月） |              |
| 降水量 （mm）     | 最少月 | 31.5（1月）  | 24.5（1月）  | 32.9（12月） | 55.7（12月） | 78.8（3月）  |              |

ケッペンの気候区分で色分けされた韓国の地図

ケッペンの気候区分では北部ー中部が湿潤大陸性気候、南部や東部沿岸が温暖湿潤気候に当てはまる。
気温は大陸型と島型の中間型。春と秋は移動性高気圧の影響で晴れて乾燥した日が多く、揚子江気団の影響で西からの風が吹き、夏は高温多湿な北太平洋高気圧の影響で蒸し暑い。夏季は比較的長く、6月から9月にかけて摂氏13度以上の日が見られ、8月の最高気温は平均21度から26度程度。冬は位置的に大陸の影響を大きく受け、南部海岸地方を除いて相当な低温となる。また、同じ緯度の他地域と比べると11月から3月にかけて最低気温摂氏0度の日が見られ冬期間が長いこと、寒さが厳しいこと、三寒四温のような周期性が見られることが特徴として挙げられる。
南部は季節によって北東風か南東風が吹き、中部は北西風の影響が強い。4月から9月は南東風、11月から3月は北西風の影響が強く、12月から4月の間は特に風速が強い。年平均値は清州市の1.4メートル毎秒から済州市の4.7メートル毎秒の間をとる。
降水量も気温と同様に大陸型と島型の中間型。年降水量は全国で平均600から1500ミリ程度で、朝鮮半島南部で1000ミリ前後、南海岸で1400ミリ、済州島や鬱陵島で1400から1600ミリ。ただし年によって大きく異なる。6月中旬頃から南部を起点に梅雨（長霖 Changmaと呼ばれる）が始まり、2週間から1か月程度持続する。夏季は局地的な集中豪雨が多く、年間降水量の85%程度が6月から9月に集中する。また、年間3個から5個程度の台風が直接的・間接的に影響を与えている。
梅雨の期間は平年的に中部地方が6月25日から7月26日（31.5日）、南部地方が6月23日から7月24日（31.4日）、済州地方が6月19日から7月20日（32.4日）で、平均降水量はそれぞれ378.3ミリ、341.1ミリ、348.7ミリ。梅雨前線（長霖前線）の北上で7月初旬がピークとなり、そして7月下旬に明けたのち、真夏の8月を迎える。梅雨入りの時期は年によって大きく異なり、早い年は6月初旬、遅い年は7月初旬に梅雨入りすることがある。基本的には梅雨入り前に梅雨の兆しとなるような悪天候が数日見られ（長霖の走り）、その後数日間の好天を経て、全国的に一斉に梅雨入りする。梅雨前線の動きによっては南から北にかけて緩やかに梅雨入りするパターン、中部から南にかけて梅雨入りするパターンがあり、長霖の走りに関しても年によっては梅雨入りとの間隔が狭かったり、梅雨との区別が難しいことがある。梅雨期間中の天候も年によって大きく異なる。梅雨明けは南から北にかけて漸次明けるパターンと全国一斉に明けるパターンがある。
夏が過ぎて初秋になると、北太平洋高気圧が後退してシベリア高気圧が現れ、これにより生じる前線が秋雨（秋長霖 Kaul Changmaと呼ばれる）をもたらして同時期の天候を特徴づける。期間は中部地方で8月中旬頃から9月上旬、南部地方で8月中旬から9月下旬頃で、シベリア高気圧に押し下げられた秋雨前線に伴い北から南へ移行する。梅雨と比べると前線の停滞性は弱く、悪天候は続きにくい。韓国の秋雨は日本のそれと比べて期間が短く降雨量も少ないが、梅雨と同様にその様相は年により大きく異なり、悪天候が1ヶ月ほど見られる年もあれば秋雨自体見られない年もある。秋雨が明けた後の10月は好天の日が多いが、年によっては秋雨前線の影響で悪天候が集中的に見られることもある。
気温、降水量、風速、降雪量の極値は次の通り。
- 最高気温 - 摂氏40.0度（1942年8月1日、大邱広域市）
- 最低気温 - 摂氏-32.6度（1981年1月5日、楊平郡）
- 最大日降水量 - 870.5ミリ（2002年8月31日、江陵市）
- 最大1時間降水量 - 145.0ミリ（1998年7月31日、順天市）
- 最大10分間降水量 - 47.2ミリ（1956年1月22日、ソウル）
- 最大風速 - 51.1メートル毎秒（2003年9月12日、済州島高山）
- 最大瞬間風速 - 63.7メートル毎秒（2006年10月23日、束草市）
- 最大降雪量 - 150.9センチ（1955年1月20日、鬱陵島）
- 最大積雪深 - 293.6センチ（1962年1月31日、鬱陵島）

### 気候変動

ケッペンの気候区分で色分けされた韓国の地図（2071-2100年の将来予測）。亜熱帯気候区は現在南海岸に見られるのみだが、今後その境界は次第に北上すると予測されている。

国立気象科学院が2018年に発表したところによれば、1912年から2017年にかけての約100年で韓国の平均気温は1.8度上昇し、地球の平均（0.8~1.2度）よりも高い上昇幅となったほか、年平均降水量も約160ミリの増加を示した。2023年の韓国政府による報告書においても、年平均気温のほか、表層水温、海面水位の上昇幅が世界平均を上回っており、大雨や猛暑をはじめとする異常気象の頻度も高くなっているとされた。
2014年発表のIPCCの第5次評価報告書に基づく気象庁による21世紀後半の予想シナリオでは、気温上昇が最も低いシナリオだとしても気温と降水量はそれぞれ1.8度、5.5%上昇、最も高いシナリオでは4.7度、13.1%上昇と、急速に温暖化が進む予想となっている。

## 生物相
2012年に環境部の国立生物資源研究所が公表した図鑑には韓国固有種として2177種が掲載されている。とりわけ非武装地帯は数十年にわたり人の往来が制限された経緯から、国土面積の1.6%程度と狭小でありながら、少なくとも5097種の動植物が生息しており、ジャコウジカやクロツラヘラサギなど91種の絶滅危惧種が確認されている。

### 動物
2020年版のThe National Atlas of Korea IIによると、哺乳類は125種で、そのうち42種は海獣である。また、ツキノワグマなど12種が絶滅危惧種I類に、キエリテンなど8種が絶滅危惧種II類に指定されている。鳥類は537種で、イヌワシなど14種が絶滅危惧種I類に、サカツラガンなど49種が絶滅危惧種II類に指定されている。爬虫類は32種、両生類は21種で、近年は気候変動による生息環境の変化の影響が見られる。2種が絶滅危惧種I類に、6種は絶滅危惧種II類に指定されている。魚類は1294種。そのうち淡水魚類は17目39科220種で、11種が絶滅危惧種I類に、16種が絶滅危惧種II類に指定されている。昆虫は588科6724属1万8092種で、特にコウチュウ目、チョウ目、ハチ目が多くこれら3目で全体の約68%を占める。6種が絶滅危惧種I類に、20種が絶滅危惧種II類に指定されている。

### 植物
朝鮮半島の森林植生帯は南部から北部にかけて暖温帯常緑照葉樹林帯、暖温帯落葉広葉樹林帯、冷温帯落葉広葉樹林帯、亜寒帯針葉樹林帯に区分でき、韓国の大部分は落葉広葉樹林帯に属する。
呉 (1976)によれば、北朝鮮含む韓国の維管束植物はおよそ171科904属2797種6亜種958変種167品種の計3928種類が確認されており、その60%以上が日本または満州と共通している。2020年時点ではこの数は4576種となっており、被子植物が4186種（うち3017種は双子葉植物、残りは単子葉植物）、シダ植物が335種、裸子植物が55種知られている。特に日本とは密接な関係にあり、南部一部地域や済州島では西日本（とりわけ中国地方、北部九州）と、北部・中部一部地域では中部地方と、北部では北海道と共通した種が知られる。呉 (1976)はまた、植物を分布域に応じて全韓国分布型、済州島分布型、鬱陵島分布型、白頭山分布型、北部分布型、中南部分布型、南海岸島嶼分布型の7つに区分している。

## 行政区画

韓国の地方行政区画。1.ソウル特別市 2.釜山広域市 3.大邱広域市 4.仁川広域市 5.光州広域市 6.大田広域市 7.蔚山広域市 8.京畿道 9.江原特別自治道 10.忠清北道 11.忠清南道 12.全羅北道 13.全羅南道 14.慶尚北道 15.慶尚南道 16.済州特別自治道 17.世宗特別自治市

現行の韓国の地方行政区画では、広域自治団体として特別市、広域市、特別自治市、道、特別自治道が置かれ、下部に基礎自治団体として自治区、郡、市が、さらにその下部に下部行政単位の洞、邑、面が置かれる。また、地方自治団体は任意で邑と面の下に里を置くことができ、条例で洞と里に下部組織（統・班）を置くことができる。
基礎自治団体は地域住民の日常生活に係る事務に対応し、広域自治団体は基礎自治団体で対応できない事務や基礎自治団体間を跨ぐ広域的事務の対応に当たるほか、中央政府と基礎自治団体間の連絡を調整する。
2018年末時点では広域自治団体が1特別市、6広域市、1特別自治市、8道、1特別自治道で、基礎自治団体は75市、82郡、69自治区、下部行政単位の洞・邑・面の数は計2098となっている。
|    | 行政区域       | 面積(km2)  | 人口       |
| -- | -------------- | ---------- | ---------- |
| 1  | ソウル特別市   | 605.24     | 9,765,623  |
| 2  | 釜山広域市     | 769.94     | 3,441,453  |
| 3  | 大邱広域市     | 883.52     | 2,461,769  |
| 4  | 仁川広域市     | 1,063.27   | 2,954,642  |
| 5  | 光州広域市     | 501.18     | 1,459,336  |
| 6  | 大田広域市     | 539.53     | 1,489,936  |
| 7  | 蔚山広域市     | 1,061.54   | 1,155,623  |
| 8  | 京畿道         | 10,187.79  | 13,077,153 |
| 9  | 江原特別自治道 | 16,876.05  | 1,543,052  |
| 10 | 忠清北道       | 7,407.85   | 1,599,252  |
| 11 | 忠清南道       | 8,229.20   | 2,126,282  |
| 12 | 全羅北道       | 8,069.07   | 1,836,832  |
| 13 | 全羅南道       | 12,343.58  | 1,882,970  |
| 14 | 慶尚北道       | 19,032.87  | 2,676,831  |
| 15 | 慶尚南道       | 10,540.12  | 3,373,988  |
| 16 | 済州特別自治道 | 1,850.16   | 667,191    |
| 17 | 世宗特別自治市 | 464.91     | 314,126    |
| -  | 全国           | 100,425.81 | 51,826,059 |

## 人口
人口分布上は首都のソウル特別市を中心に慶尚南道や全羅南道に向かって帯状に人口が集中しており、とりわけソウル、仁川広域市、京畿道への集中が著しく、この一帯に人口の約半数が居住している。2000年代以降は首都圏への一極集中を是正する多極分散化計画が準備・整備され、2004年の国家均衡発展特別法や2013年の都市再生活性化及び支援に関する特別法などで地方都市の基盤整備が図られた。
2021年末時点の人口は5163万8809人で、2001年から合計特殊出生率が1.3未満の状態が続いており、2021年の出生統計によれば合計特殊出生率が0.81となっている。また、2015年時点で2050年の高齢化率が37.4%になると推計されており、今後急速に少子高齢化が進む予想となっている。

## 環境保全

### 環境政策史
朝鮮戦争からの復興を経ての1960年代初め、時の朴正煕大統領が第1次経済開発5か年計画を策定し、慶尚南道に韓国初の計画的工業団地（蔚山工業団地）を着工するなど近代化を推し進めていた。この折の1963年に韓国初の公害関係法として公害防止法が制定されているが、規律内容に欠ける21条のみで構成されており、また優先順位としては経済発展の方が上だったこの時代において実効性はなかった。
1967年頃から1970年代は工場が集中する地域を中心に、大気汚染による農作物の収穫量急減、火力発電所の煤煙による視力障害、工業団地のある湾の赤潮汚染など公害が表面化し、メディアでも取り上げられるようになった。1971年に実効性のなかった公害防止法が硫黄酸化物の排出規制を盛り込むなどして大幅修正されたり、公害防止名目で予算が初めて計上されたのもこのときであった。
1980年代にかけて温山病などさらなる公害事件が発生し、反公害運動の激化もあって1977年、従来の公害防止法に代わる環境保全法が制定された。公害防止法は対象が大気汚染や水質汚染などの公害的な側面に限定され、目的も現在の国民保健向上に限る消極的なものだったが、環境保全法では環境に関するあらゆる問題やその予防的機能を対象とされ、将来の世代の環境権をも保障する積極的な環境法となった。1984年には15年前に漁民が鎮海湾の汚染害の賠償責任を発生源の企業に問うた訴訟をめぐって大法院が企業の損害賠償責任を認める判決を下す画期的な出来事もあった。
1980年代後半（ソウル五輪）以降は経済が安定成長期に入り、環境と開発の調和が唱えられるようになった。1990年代に入って国の環境政策の方向性を定めた環境政策基本法が制定され、まもなく環境関係法の体系化、すなわち、環境汚染被害紛争調整法、大気環境保全法、騒音・振動規制法、水質環境保全法、有害化学物質管理法の重要5法が制定された。
2000年以降も環境関係法の制定が進み、2003年に首都圏埋立地の効率的な管理を図った首都圏埋立地管理公社の設立及び運営に関する法律が、2004年に大気環境保全法内の悪臭関連条項を独立させた悪臭防止法、公共機関に環境に優しい商品の購買を義務付けた親環境商品購買促進に関する法律が、2008年にアジェンダ21などに則った持続可能な開発の根拠法として持続可能開発基本法が制定・施行された。
2020年、韓国版ニューディールと銘打って発表した政策では低炭素社会を目指すグリーンニューディールを含む4本柱を軸としているほか、文在寅大統領は同年、2050年までのカーボンニュートラル実現を目指すと明言し、その後に2050カーボンニュートラル推進戦略が発表されるなど、経済活動が環境に配慮したものとなるよう転換を図っている。

### 自然文化財

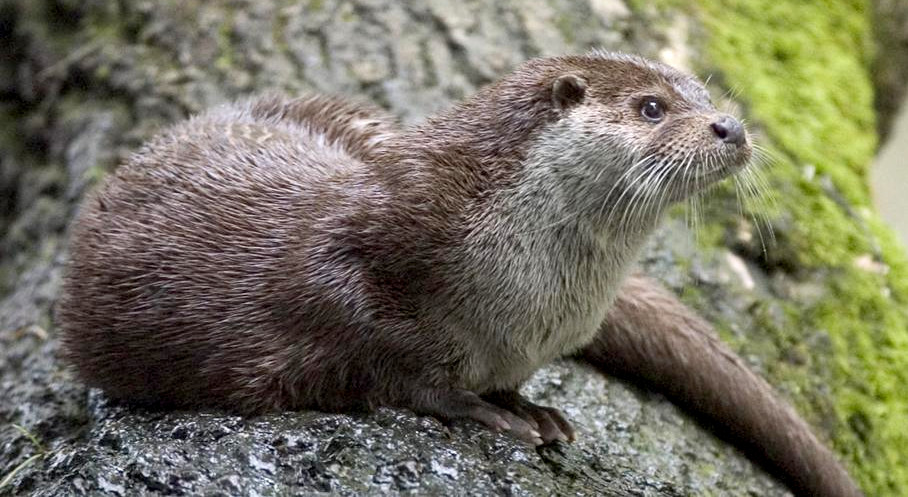
韓国ではユーラシアカワウソは1982年に国の天然記念物に、2004年に絶滅危惧種I類にそれぞれ指定されており、保全が図られている。

1962年に天然記念物の指定を伴う文化財保護法が制定されるまで自然保護に関する制度は皆無だったことから、天然記念物は韓国において自然保護の代名詞となっている。当時の文化財保護法はどの法律よりも優先して適用される権威を有していたが、1990年代に環境汚染の深刻化とともに自然保護の重要性がより認識されるようになると、保健社会部から環境部が独立し、自然保護の関連業務を環境部所掌とすべきとの議論が起こった。このとき結局天然記念物と名勝は文化財庁の所管とされたが、2000年代に入ってからは天然記念物と名勝の制度改善を試みる動きが活発化している。
2011年8月時点で天然記念物は植物259件、動物76件、地質73件、天然保護区域11件の計419件が指定されており、名勝は歴史・文化景観36件、渓谷・瀑布景観11件、海岸景観9件、山岳景観8件、水界5件、島嶼4件、火山3件、河川2件、植生2件の計80件が指定されている。
天然記念物は文化財保護法制定から1990年代初頭まで希少性や生物学的価値に重きを置いて指定されていたが、1990年代半ばになって環境保全の重要性がより認識され、天然記念物を環境部所掌とすべきか論争されると人文学的価値も重視して環境部の絶滅危機野生動植物指定制度と差別化を図るようになった。
名勝は2000年代に入るまで9件しか指定されていなかったようにあまり注目されなかったが、指定のための基礎調査が全国的に行われ、指定基準の整備や指定と管理の単一化で専門家が参加できる幅を広げて関心を高めてからは急増した。